# Saudiarabiens mur mot Irak
Saudiarabiens mur mot Irak är en befäst gränsmur uppförd 2014. Den bevakas av Saudiarabiens armé och sträcker sig från Turaif vid den jordanska gränsen till Hafar al-Batin vid den kuwaitiska gränsen. Den består av fem lager av stängsel, en vallgrav, vakttorn, kameror med bildförstärkare och radarkameror.
Muren började diskuteras 2006, under Irakkriget, när saudiska ledare fruktade att saudier som stridit i Irak kunde återvända och fortsätta sin kamp även i Saudiarabien. Muren skulle komplettera en redan existerande åtta kilometer bred neutral zon och en åtta meter hög sandvall, som uppförts för att hindra vapensmuggling från Saudiarabien till Irak och drogsmuggling från Irak till Saudiarabien. I september 2014 började muren uppföras med motiveringen att personer med koppling till Islamiska staten annars kunde ta sig in i Saudiarabien.
Saudiarabien har även en liknande mur längs gränsen mot Jemen i söder.